# Teltvirágú jezsámen
A teltvirágú jezsámen (Philadelphus x virginalis) a somvirágúak (Cornales) rendjébe, ezen belül a hortenziafélék (Hydrangeaceae) családjába tartozó hibridnövény.

## Megjelenése
A teltvirágú jezsámen körülbelül 2,4-3 méter magas és ugyanennyi széles cserje. Lombhullató növény, melynek fehér vagy piszkos fehér és illatos virágai számos méhet, lepkét és madarat vonz magához. Levelei egyszerűek és átellenesen állnak.

## Életmódja
A napos és a részben árnyékos élőhelyeket egyaránt kedveli. A jó lefolyású talajokon érzi jól magát. A fagyalatti hőmérsékletet is jól tűri. Késő tavasszal és kora nyáron virágzik. Gyorsan nő, emiatt sövényalkotó növény lehet. 5-10 évesen éri el teljes méretét.

## Képek

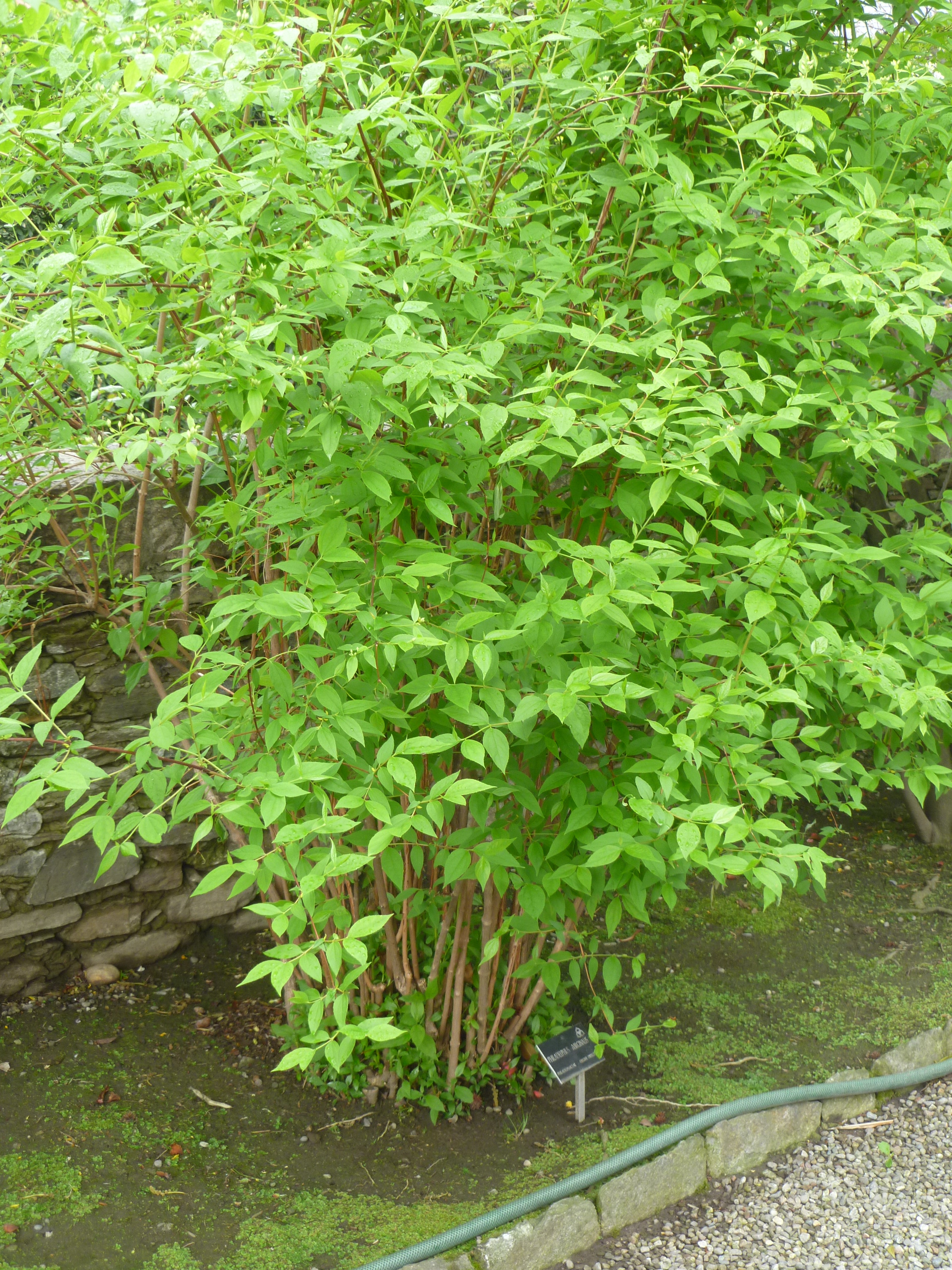
A növény
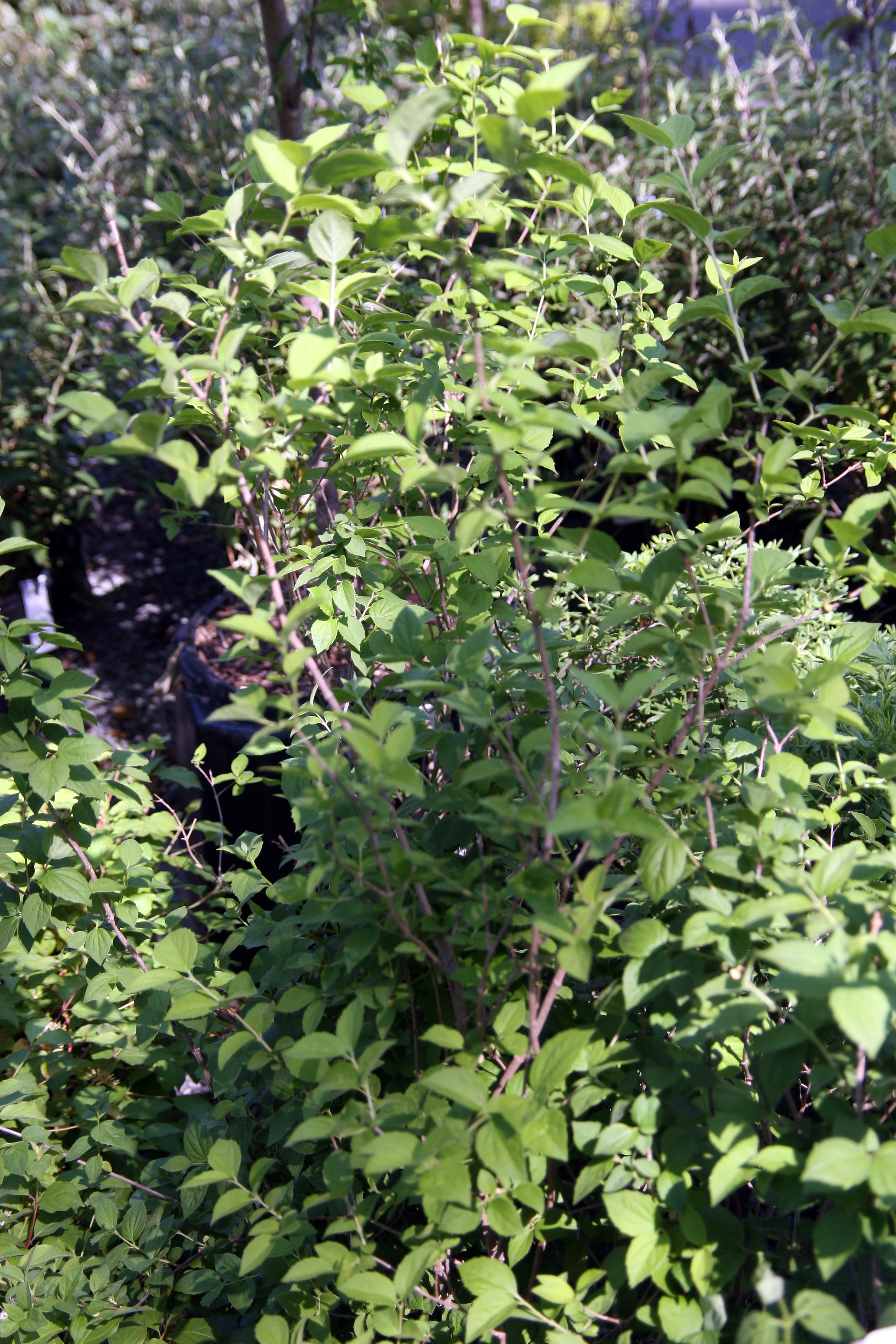
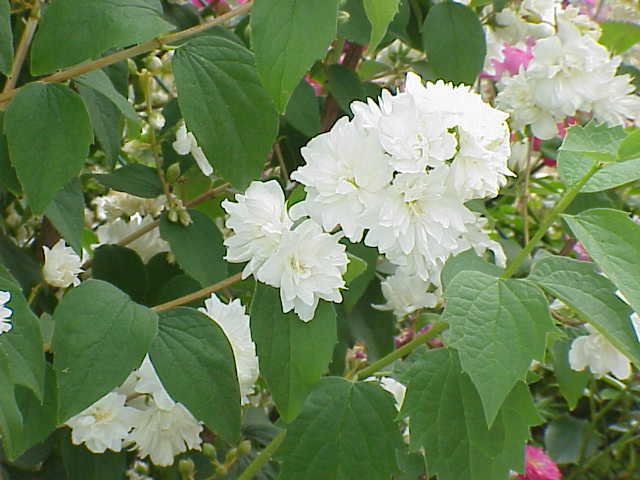
Virágai
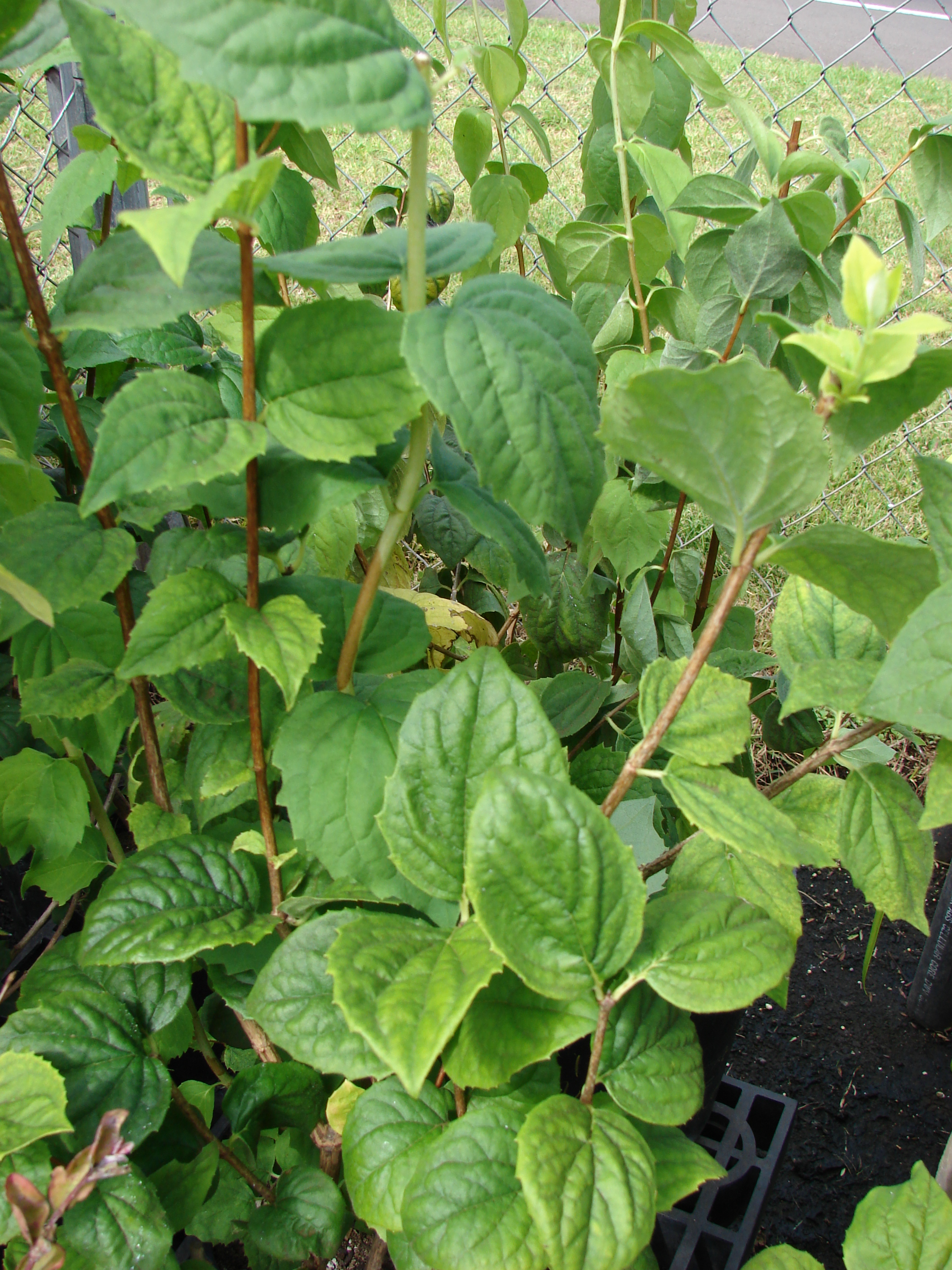
Levelei
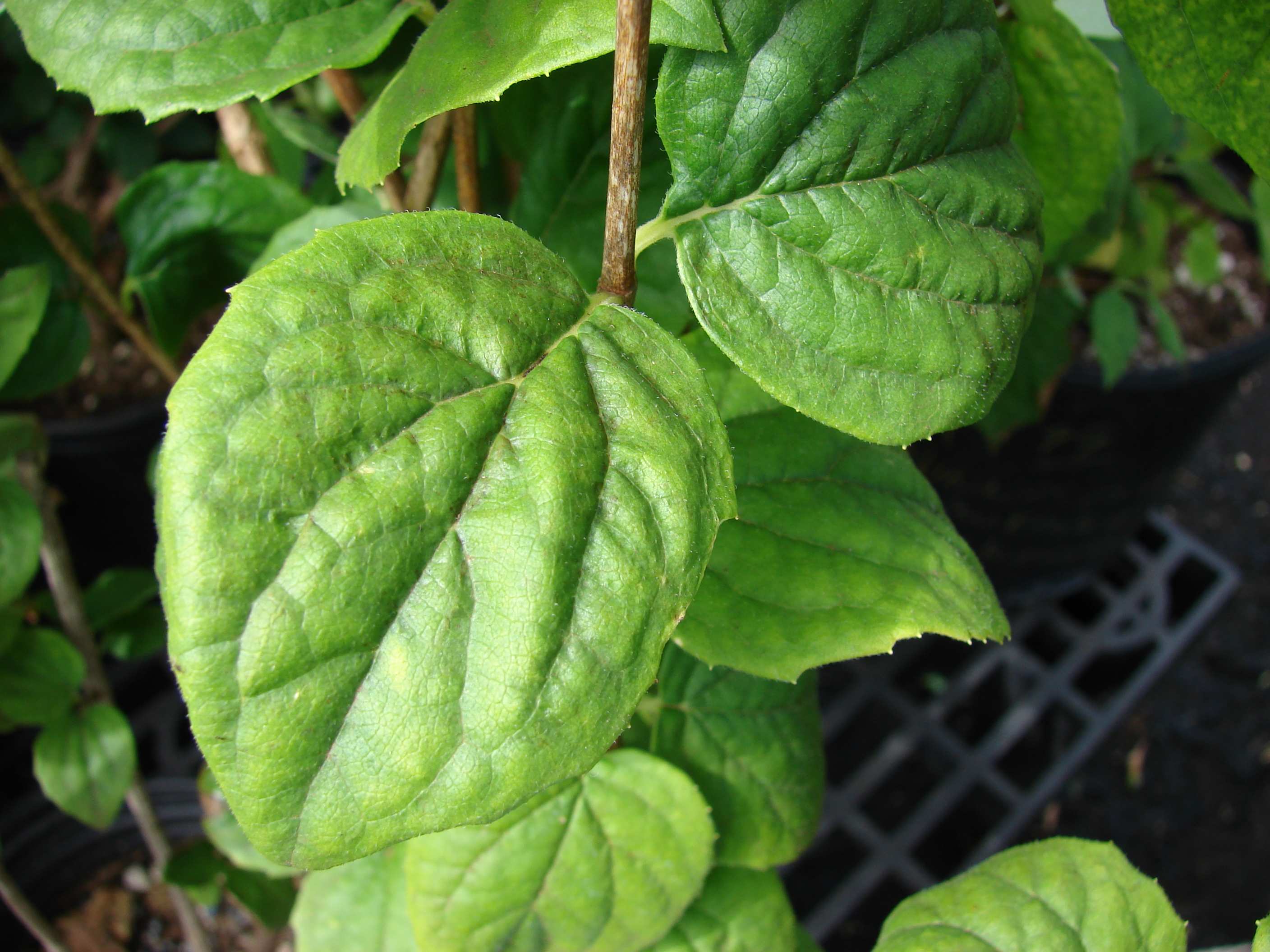